# درفلة

رسم توضيحي لعملية الدرفلة.

محاكاة بالحاسوب لعملية درفلة

الدَّلْفَنَة أو الطَّلْم أو الدَّرْفَلَة هي عملية صناعية تعتبر إحدى طرق تشكيل المعادن. وتعتمد فكرتها على تمرير المعدن على البارد أو الساخن عبر أجسام أسطوانية ثقيلة وذات صلادة عالية (تسمى الدرافيل) وذلك بهدف تقليل سمك الصفائح أو قطر القضبان.
من أنواع الدرفلة (في مجال صناعة الحديد والصلب):
- درفلة أسياخ الحديد (حديد التسليح) ويتم ذلك عن طريق تمرير البليت (المنتج الوسيط الذي ينتج من مصنع الصلب عن طريق عملية الصب المستمر) عبر مجموعة من الدرافيل التي تقوم بتحويل شكله من مقطع مربع (13 × 13 سم) إلى مقطع دائري (بأقطار مختلفة من 10 مم إلى 40 مم).[4]
- درفلة الأسلاك وهي مشابهة لدرفلة الأسياخ ولكن يتم لف المنتج في صورة لفائف بدلا من تقطيعه في صورة أسياخ.[5]
- درفلة القطاعات ويتم عن طريقها إنتاج قطاعات الصلب التي تستخدم في المنشآت المعدنية.[3]
- درفلة مسطحات الصلب: ويتم عن طريقها إنتاج لفائف الصلب (الصاج) الذي يستخدم في أغراض متعددة مثل هياكل السيارات والأجهزة المنزلية وأسطوانات الغاز وغيرها.